# Kvarnsjön (Krogsereds socken, Halland, 633422-132690)
Kvarnsjön är en sjö i Falkenbergs kommun i Halland och ingår i Ätrans huvudavrinningsområde.